# Ligue des champions féminine de la CAF 2023
Navigation
2022 2024
La Ligue des champions féminine de la CAF 2023 est la troisième édition de la plus importante compétition inter-clubs africaine de football féminin.
Les Sud-Africaines des Mamelodi Sundowns s'imposent en finale contre les Marocaines du SC Casablanca sur le score de 3 buts à 0. Les Marocaines de l'AS FAR, tenantes du titre, terminent à la troisième place.

## Désignation du pays hôte
Le Maroc et la Côte d'Ivoire sont initialement candidates pour accueillir la compétition. Le Maroc retire finalement sa candidature, et l'organisation est donc confiée à la Côte d'Ivoire. C'est également pour la CAF l'occasion pour le pays de préparer la CAN 2023.

## Format
Huit clubs participent à la compétition : le champion du pays hôte, le champion en titre et les six clubs vainqueurs des tournois qualificatifs organisés par zones.
Ces huit équipes sont réparties en deux groupes de quatre équipes. Les deux premiers de chaque groupe sont qualifiés pour les demi-finales.
Un prize money récompense les clubs à hauteur de 1,55 M$, répartis comme suit :
- 400 000 $ pour le vainqueur
- 250 000 $ pour le finaliste
- 200 000 $ pour les demi-finalistes
- 150 000 $ pour les troisièmes de chaque groupe
- 100 000 $ pour les derniers de chaque groupe[3].

À titre de comparaison, le vainqueur de la compétition masculine empoche 4 M$.

## Qualifications

### UNAF
Le tournoi était prévu au stade Miloud-Hadefi d'Oran en Algérie. Mais le 6 août 2023, la CAF décide de délocaliser le tournoi au Stade d'Alexandrie à Alexandrie en Égypte du 24 au 30 août 2023.

#### Participants
L'ASFAR, champion du Maroc, est automatiquement qualifié pour la phase finale en tant que tenant du titre, et laisse donc sa place à son dauphin en championnat, le SC Casablanca.
| Pays    | Club          | Participation | Meilleur résultat                            |
| ------- | ------------- | ------------- | -------------------------------------------- |
| Algérie | Afak Relizane | 3e            | 2e UNAF en 2021                              |
| Égypte  | Wadi Degla    | 2e            | Phase de poules continentale en 2021 et 2022 |
| Maroc   | SC Casablanca | 1re           |                                              |
| Tunisie | ASF Sousse    | 1re           |                                              |

#### Résultats
| Rang | Équipe        | Pts | J | G | N | P | Bp | Bc | Diff |  | Résultats     |  |     |     |     |
| ---- | ------------- | --- | - | - | - | - | -- | -- | ---- |  | ------------- |  | --- | --- | --- |
| 1    | SC Casablanca | 9   | 3 | 3 | 0 | 0 | 13 | 5  | +8   |  | SC Casablanca |  | 4-3 | 6-1 | 3-1 |
| 2    | Afak Relizane | 6   | 3 | 2 | 0 | 1 | 12 | 5  | +7   |  | Afak Relizane |  |     | 4-1 | 5-0 |
| 3    | Wadi Degla    | 3   | 3 | 1 | 0 | 2 | 7  | 13 | -6   |  | Wadi Degla    |  |     |     | 5-3 |
| 4    | ASF Sousse    | 0   | 3 | 0 | 0 | 3 | 4  | 13 | -9   |  | ASF Sousse    |  |     |     |     |

#### Statistiques individuelles
|    | Joueuse                | Club          | Buts |
| -- | ---------------------- | ------------- | ---- |
| 1. | Naïma Bouhenni         | Afak Relizane | 7    |
| 2. | Chaymaa Mourtaji       | SC Casablanca | 4    |
| 2. | Moussa Zouwairatou     | Wadi Degla    | 4    |
| 4. | Zeyneb Kandouci        | Afak Relizane | 2    |
| 4. | Gihan El Solh          | Wadi Degla    | 2    |
| 4. | Samya Miftah           | SC Casablanca | 2    |
| 4. | Agueissa Diarra        | SC Casablanca | 2    |
| 8. | Manar Salem            | Wadi Degla    | 1    |
| 8. | Salma Miftah           | SC Casablanca | 1    |
| 8. | Salma Tammar           | SC Casablanca | 1    |
| 8. | Nadège Koffi           | SC Casablanca | 1    |
| 8. | Sylviane Kokora Adjoua | SC Casablanca | 1    |
| 8. | Kelthoum Arbi Aouda    | Afak Relizane | 1    |
| 8. | Fouzia Daoudi          | Afak Relizane | 1    |
| 8. | Eya Ben Khalifa        | ASF Sousse    | 1    |
| 8. | Eya Jeddi              | ASF Sousse    | 1    |
| 8. | Chiraz Ben Ali         | ASF Sousse    | 1    |
| 8. | Yasmine Jemaï (en)     | ASF Sousse    | 1    |

### UFOA zone A
Le tournoi se déroule du 7 au 12 août 2023 à Monrovia au Liberia. Les Determine Girls sont les tenantes du titre.
Au coude à coude avant la dernière journée, l'AS Mandé et l'AS Dakar SC se neutralisent lors de la dernière rencontre (1-1). Les Maliennes prennent la première place à la différence de buts et se qualifient pour la phase continentale, pour la deuxième fois après l'édition 2021. Leur attaquante Oumou Koné est sacrée meilleure joueuse et buteuse du tournoi.

#### Participants
| Pays         | Club                | Participation | Meilleur résultat                    |
| ------------ | ------------------- | ------------- | ------------------------------------ |
| Libéria      | Determine Girls     | 3e            | Phase de poules continentale en 2022 |
| Mali         | AS Mandé            | 3e            | Phase de poules continentale en 2021 |
| Sénégal      | AS Dakar Sacré-Cœur | 2e            | Tournoi UFOA-A en 2021               |
| Sierra Leone | Mogbwemo Queens     | 1re           |                                      |

#### Résultats
| Rang | Équipe              | Pts | J | G | N | P | Bp | Bc | Diff |  | Résultats           |  |     |     |     |
| ---- | ------------------- | --- | - | - | - | - | -- | -- | ---- |  | ------------------- |  | --- | --- | --- |
| 1    | AS Mandé            | 5   | 3 | 1 | 2 | 0 | 3  | 0  | +3   |  | AS Mandé            |  | 1-1 | 3-0 | 0-0 |
| 2    | AS Dakar Sacré-Cœur | 5   | 3 | 1 | 2 | 0 | 2  | 1  | +1   |  | AS Dakar Sacré-Cœur |  |     | 1-1 | 1-0 |
| 3    | Determine Girls     | 4   | 3 | 1 | 1 | 1 | 2  | 4  | -2   |  | Determine Girls     |  |     |     | 2-1 |
| 4    | Mogbwemo Queens     | 1   | 3 | 0 | 1 | 2 | 1  | 3  | -2   |  | Mogbwemo Queens     |  |     |     |     |

#### Statistiques individuelles
|    | Joueuse             | Club                | Buts |
| -- | ------------------- | ------------------- | ---- |
| 1. | Oumou Koné          | AS Mandé            | 3    |
| 2. | Mabinty Camara      | Determine Girls     | 2    |
| 2. | Korka Fall          | AS Dakar Sacré-Cœur | 2    |
| 3. | Wuyah Sao Mohai     | Mogbwemo Queens     | 1    |
| 3. | Coumba Sylla Mbodji | AS Dakar Sacré-Cœur | 1    |
| 3. | Elizabeth Tamba     | Determine Girls     | 1    |
| 3. | Maimouna Traoré     | AS Mandé            | 1    |

### UFOA zone B
Le tournoi a lieu du 20 au 31 août 2023 à Benin City au Nigeria. Le tirage au sort a lieu le 3 juillet. Le Niger ferme ses frontières au moment du tournoi, obligeant l'AS Garde Nationale à déclarer forfait. Un nouveau tirage au sort est donc réalisé le 18 août. Les tenantes du titre, les Bayelsa Queens, ne sont pas qualifiées. L'Athlético d'Abidjan participe au tournoi même s'il est qualifié d'office pour la phase continentale en tant que représentant du pays hôte.

#### Participants
| Pays          | Club                | Participation | Meilleur résultat              |
| ------------- | ------------------- | ------------- | ------------------------------ |
| Bénin         | Sam Nelly FC        | 1re           |                                |
| Burkina Faso  | USFA                | 3e            | Phase de poules UFOA-B en 2022 |
| Côte d'Ivoire | Athlético d'Abidjan | 1re           |                                |
| Ghana         | Ampem Darkoa        | 2e            | Finaliste UFOA-B en 2022       |
| Niger         | ASGNN               |               |                                |
| Nigeria       | Delta Queens        | 1re           |                                |
| Togo          | Amis du Monde       | 2e            | Troisième UFOA-B en 2021       |

#### Poule A
| Rang | Équipe       | Pts | J | G | N | P | Bp | Bc | Diff |  | Résultats    |  |     |     |
| ---- | ------------ | --- | - | - | - | - | -- | -- | ---- |  | ------------ |  | --- | --- |
| 1    | Delta Queens | 6   | 2 | 2 | 0 | 0 | 5  | 0  | +5   |  | Delta Queens |  | 2-0 | 3-0 |
| 2    | Sam Nelly    | 1   | 2 | 0 | 1 | 1 | 0  | 2  | -2   |  | Sam Nelly    |  |     | 0-0 |
| 3    | USFA         | 1   | 2 | 0 | 1 | 1 | 0  | 3  | -3   |  | USFA         |  |     |     |

#### Poule B
| Rang | Équipe              | Pts | J | G | N | P | Bp | Bc | Diff |  | Résultats           |  |     |     |
| ---- | ------------------- | --- | - | - | - | - | -- | -- | ---- |  | ------------------- |  | --- | --- |
| 1    | Ampem Darkoa        | 6   | 2 | 2 | 0 | 0 | 7  | 3  | +4   |  | Ampem Darkoa        |  | 3-1 | 4-2 |
| 2    | Athlético d'Abidjan | 3   | 2 | 1 | 0 | 1 | 3  | 3  | 0    |  | Athlético d'Abidjan |  |     | 2-0 |
| 3    | Amis du Monde       | 0   | 2 | 0 | 0 | 2 | 2  | 6  | -4   |  | Amis du Monde       |  |     |     |

#### Phase finale
|  | Demi-finales        | Demi-finales        | Demi-finales | Demi-finales |                               |              | Finale | Finale | Finale | Finale |
|  |                     |                     |              |              |                               |              |        |        |        |        |
|  |                     |                     |              |              |                               |              |        |        |        |        |
|  | Delta Queens        | Delta Queens        | 3            | 3            |                               |              |        |        |        |        |
|  | Delta Queens        | Delta Queens        | 3            | 3            |                               |              |        |        |        |        |
|  | Athlético d'Abidjan | Athlético d'Abidjan | 2            | 2            |                               |              |        |        |        |        |
|  | Athlético d'Abidjan | Athlético d'Abidjan | 2            | 2            | Delta Queens                  | Delta Queens | 0      | 0      |        |        |
|  |                     |                     |              |              | Delta Queens                  | Delta Queens | 0      | 0      |        |        |
|  |                     |                     | Ampem Darkoa | Ampem Darkoa | 1                             | 1            |        |        |        |        |
|  | Ampem Darkoa        | Ampem Darkoa        | Ampem Darkoa | Ampem Darkoa | 1                             | 1            | 6      | 6      |        |        |
|  | Ampem Darkoa        | Ampem Darkoa        |              |              |                               |              |        | 6      |        |        |
|  | Sam Nelly           | Sam Nelly           | 1            | 1            |                               |              |        |        |        |        |
|  | Sam Nelly           | Sam Nelly           | 1            | 1            | Match pour la troisième place |              |        |        |        |        |
|  |                     |                     |              |              |                               |              |        |        |        |        |
|  |                     |                     |              |              |                               |              |        |        |        |        |
|  | Athlético d'Abidjan | Athlético d'Abidjan | 3            | 3            |                               |              |        |        |        |        |
|  | Athlético d'Abidjan | Athlético d'Abidjan | 3            | 3            |                               |              |        |        |        |        |
|  | Sam Nelly           | Sam Nelly           | 0            | 0            |                               |              |        |        |        |        |
|  | Sam Nelly           | Sam Nelly           | 0            | 0            |                               |              |        |        |        |        |

#### Statistiques individuelles
|    | Joueuse                      | Club                | Buts |
| -- | ---------------------------- | ------------------- | ---- |
| 1. | Mary Amponsah                | Ampem Darkoa        | 8    |
| 2. | Tracey Twum                  | Ampem Darkoa        | 3    |
| 2. | Mercy Omokwo                 | Delta Queens        | 3    |
| 2. | Sandrine Niamien (en)        | Athlético d'Abidjan | 3    |
| 5. | Estelle Gnaly Grewa          | Athlético d'Abidjan | 2    |
| 5. | Ophelia Serwaa Amponsah (en) | Ampem Darkoa        | 2    |
| 7. | Alaba Olabiyi                | Delta Queens        | 1    |
| 7. | Chinaza Agoh                 | Delta Queens        | 1    |
| 7. | Chinwendu Ufomba             | Amis du Monde       | 1    |
| 7. | Senyebia Tassa               | Amis du Monde       | 1    |
| 7. | Owoeye Temitope              | Delta Queens        | 1    |
| 7. | Ifeoma Ifitezue              | Delta Queens        | 1    |
| 7. | Nancy Amoh                   | Ampem Darkoa        | 1    |
| 7. | Valentine Clotoe             | Sam Nelly           | 1    |
| 7. | Taiwo Afolabi                | Delta Queens        | 1    |
| 7. | Mélissa Behinan              | Athlético d'Abidjan | 1    |
| 7. | Joy Sunday                   | Athlético d'Abidjan | 1    |
| 7. | Favour Kalu                  | Athlético d'Abidjan | 1    |

### UNIFFAC
À la suite de l'arrêt du championnat gabonais, la Fégafoot nomme l'Oyem AC pour représenter le pays, avant d'annoncer finalement ne présenter aucun club. Juste avant le début du tournoi, l'AS Awa déclare forfait pour cause de manque de moyens. Le tournoi est prévu à Malabo du 8 au 14 septembre 2023.

#### Participants
| Pays               | Club           | Participation | Meilleur résultat                                              |
| ------------------ | -------------- | ------------- | -------------------------------------------------------------- |
| Cameroun           | AS Awa         | 2e            | Finale du tournoi UNIFFAC en 2022                              |
| Congo              | AS Epah-Ngamba | 1re           |                                                                |
| RD Congo           | TP Mazembe     | 2e            | Champion UNIFFAC en 2022 Phase de groupes continentale en 2022 |
| Gabon              | Oyem AC        | 1re           |                                                                |
| Guinée équatoriale | Huracanes FC   | 1re           |                                                                |

#### Résultats
| Rang | Équipe         | Pts | J | G | N | P | Bp | Bc | Diff |  | Résultats (▼ dom., ► ext.) |  |     |     |
| ---- | -------------- | --- | - | - | - | - | -- | -- | ---- |  | -------------------------- |  | --- | --- |
| 1    | Huracanes FC   | 6   | 2 | 2 | 0 | 0 | 8  | 3  | +5   |  | Huracanes FC               |  | 3-2 | 5-1 |
| 2    | TP Mazembe     | 3   | 2 | 1 | 0 | 1 | 4  | 3  | +1   |  | TP Mazembe                 |  |     | 2-0 |
| 3    | AS Epah-Ngamba | 0   | 2 | 0 | 0 | 2 | 1  | 7  | -6   |  | AS Epah-Ngamba             |  |     |     |

### CECAFA
Le tournoi qualificatif de la zone CECAFA se déroulera en Ouganda du 12 au 26 août 2023. Les Simba Queens sont les tenantes du titre.

#### Participants
| Pays          | Club            | Participation | Meilleur résultat                      |
| ------------- | --------------- | ------------- | -------------------------------------- |
| Burundi       | Buja Queens     | 1re           |                                        |
| Djibouti      | FAD FC          | 2e            | Phase de poules CECAFA en 2021         |
| Éthiopie      | Commercial Bank | 3e            | Finaliste CECAFA en 2021               |
| Kenya         | Vihiga Queens   | 2e            | Phase de poules continentale en 2021   |
| Ouganda       | Kampala Queens  | 1re           |                                        |
| Rwanda        | AS Kigali       | 2e            | Demi-finales CECAFA en 2022            |
| Soudan du Sud | Yei Joint Stars | 3e            | Phase de poules CECAFA en 2021 et 2022 |
| Tanzanie      | JKT Queens      | 1re           |                                        |
| Zanzibar      | New Generation  | 2e            | Phase de poules CECAFA en 2021         |

#### Poule A
| Rang | Équipe          | Pts | J | G | N | P | Bp | Bc | Diff |  | Résultats       |  |     |     |     |     |
| ---- | --------------- | --- | - | - | - | - | -- | -- | ---- |  | --------------- |  | --- | --- | --- | --- |
| 1    | CBE FC          | 10  | 4 | 3 | 1 | 0 | 15 | 2  | +13  |  | CBE FC          |  | 1-1 | 2-1 | 4-0 | 8-0 |
| 2    | Buja Queens     | 9   | 4 | 3 | 0 | 1 | 5  | 4  | +1   |  | Buja Queens     |  |     | 2-1 | 1-0 | 2-1 |
| 3    | Kampala Queens  | 7   | 4 | 2 | 1 | 1 | 11 | 4  | +7   |  | Kampala Queens  |  |     |     | 3-0 | 6-1 |
| 4    | Yei Joint Stars | 3   | 4 | 1 | 0 | 3 | 2  | 8  | -6   |  | Yei Joint Stars |  |     |     |     | 2-0 |
| 5    | FAD FC          | 0   | 4 | 0 | 0 | 4 | 2  | 18 | -16  |  | FAD FC          |  |     |     |     |     |

#### Poule B
| Rang | Équipe                | Pts | J | G | N | P | Bp | Bc | Diff |  | Résultats             |  |     |     |     |
| ---- | --------------------- | --- | - | - | - | - | -- | -- | ---- |  | --------------------- |  | --- | --- | --- |
| 1    | JKT Queens            | 9   | 3 | 3 | 0 | 0 | 4  | 1  | +3   |  | JKT Queens            |  | 1-0 | 2-1 | 1-0 |
| 2    | Vihiga Queens         | 6   | 3 | 2 | 0 | 1 | 4  | 2  | +2   |  | Vihiga Queens         |  |     | 1-0 | 3-1 |
| 3    | AS Kigali             | 3   | 3 | 1 | 0 | 2 | 3  | 3  | 0    |  | AS Kigali             |  |     |     | 2-0 |
| 4    | New Generation Queens | 0   | 3 | 0 | 0 | 3 | 1  | 6  | -5   |  | New Generation Queens |  |     |     |     |

#### Phase finale
|  | Demi-finales  | Demi-finales  | Demi-finales | Demi-finales |                               |        | Finale | Finale | Finale | Finale |
|  |               |               |              |              |                               |        |        |        |        |        |
|  |               |               |              |              |                               |        |        |        |        |        |
|  | CBE FC        | CBE FC        | 2            | 2            |                               |        |        |        |        |        |
|  | CBE FC        | CBE FC        | 2            | 2            |                               |        |        |        |        |        |
|  | Vihiga Queens | Vihiga Queens | 1            | 1            |                               |        |        |        |        |        |
|  | Vihiga Queens | Vihiga Queens | 1            | 1            | CBE FC                        | CBE FC | 0 (4)  | 0 (4)  |        |        |
|  |               |               |              |              | CBE FC                        | CBE FC | 0 (4)  | 0 (4)  |        |        |
|  |               |               | JKT Queens   | JKT Queens   | 0 (5)                         | 0 (5)  |        |        |        |        |
|  | JKT Queens    | JKT Queens    | JKT Queens   | JKT Queens   | 0 (5)                         | 0 (5)  | 3      | 3      |        |        |
|  | JKT Queens    | JKT Queens    |              |              |                               |        |        | 3      |        |        |
|  | Buja Queens   | Buja Queens   | 1            | 1            |                               |        |        |        |        |        |
|  | Buja Queens   | Buja Queens   | 1            | 1            | Match pour la troisième place |        |        |        |        |        |
|  |               |               |              |              |                               |        |        |        |        |        |
|  |               |               |              |              |                               |        |        |        |        |        |
|  | Vihiga Queens | Vihiga Queens | 0            | 0            |                               |        |        |        |        |        |
|  | Vihiga Queens | Vihiga Queens | 0            | 0            |                               |        |        |        |        |        |
|  | Buja Queens   | Buja Queens   | 1            | 1            |                               |        |        |        |        |        |
|  | Buja Queens   | Buja Queens   | 1            | 1            |                               |        |        |        |        |        |

#### Statistiques individuelles
|     | Joueuse                | Club                  | Buts |
| --- | ---------------------- | --------------------- | ---- |
| 1.  | Fazila Ikwaput (en)    | Kampala Queens        | 8    |
| 2.  | Topister Situma (en)   | Buja Queens           | 5    |
| 2.  | Loza Abera             | CBE FC                | 5    |
| 4.  | Ariet Odong Ojho       | CBE FC                | 3    |
| 4.  | Aregash Kalsa Tadesse  | CBE FC                | 3    |
| 6.  | Etsegenet Bizuneh      | CBE FC                | 2    |
| 6.  | Ruth Khasoka           | Vihiga Queens         | 2    |
| 6.  | Elizabeth Nakigozi     | AS Kigali             | 2    |
| 6.  | Donisia Minja (en)     | JKT Queens            | 2    |
| 6.  | Stumai Abdallah        | JKT Queens            | 2    |
| 6.  | Bertha Omita           | Vihiga Queens         | 2    |
| 12. | Ruth Ngosi             | Buja Queens           | 1    |
| 12. | Nadia Nour             | FAD                   | 1    |
| 12. | Rahma Moustapha Aden   | FAD                   | 1    |
| 12. | Asha Djafari (en)      | Buja Queens           | 1    |
| 12. | Nardos Getenet         | CBE FC                | 1    |
| 12. | Senaf Wakuma Demise    | CBE FC                | 1    |
| 12. | Winnie Babirye         | Vihiga Queens         | 1    |
| 12. | Martha Amunyolet       | Vihiga Queens         | 1    |
| 12. | Amina Hemed            | New Generation Queens | 1    |
| 12. | Esther Mabanza         | JKT Queens            | 1    |
| 12. | Diane Nyirandagijimana | AS Kigali             | 1    |
| 12. | Libelle Nibagwire      | AS Kigali             | 1    |
| 12. | Dorothée Mukeshimana   | AS Kigali             | 1    |
| 12. | Justine Eunice Kilega  | Yei Joint Stars       | 1    |
| 12. | Zainah Nandede         | Kampala Queens        | 1    |
| 12. | Senait Bogale          | CBE FC                | 1    |
| 12. | Mesay Temesgen         | CBE FC                | 1    |
| 12. | Winifrida Gerald       | JKT Queens            | 1    |
| 12. | Lydia Akoth (en)       | Buja Queens           | 1    |

### COSAFA
Le tournoi qualificatif de la zone COSAFA est prévu du 7 au 16 septembre 2023 dans le KwaZulu-Natal en Afrique du Sud.
Les Namibiennes du Tura Magic ne peuvent pas participer au tournoi car la Fédération de Namibie ne les a pas inscrites à temps.
| Pays           | Club                | Participation | Meilleur résultat                     |
| -------------- | ------------------- | ------------- | ------------------------------------- |
| Afrique du Sud | Mamelodi Sundowns   | 3e            | Champion continental en 2021          |
| Botswana       | Double Action       | 3e            | 3e de COSAFA en 2022                  |
| Comores        | Olympic de Moroni   | 2e            | 4e de COSAFA en 2022                  |
| Eswatini       | Young Buffaloes     | 2e            | Phase de poules COSAFA en 2022        |
| Lesotho        | LDF Ladies          | 2e            | Phase de poules COSAFA en 2021        |
| Malawi         | Ntopwa Super Queens | 1re           |                                       |
| Mozambique     | Costa do Sol        | 2e            | Phase de poules COSAFA en 2022        |
| Namibie        | Tura Magic          |               |                                       |
| Zambie         | Green Buffaloes     | 3e            | Phase de groupes continentale en 2022 |

#### Poule A
| Rang | Équipe              | Pts | J | G | N | P | Bp | Bc | Diff |  | Résultats (▼ dom., ► ext.) |  |     |     |     |
| ---- | ------------------- | --- | - | - | - | - | -- | -- | ---- |  | -------------------------- |  | --- | --- | --- |
| 1    | Double Action       | 7   | 3 | 2 | 1 | 0 | 6  | 1  | +5   |  | Double Action              |  | 1-1 | 1-0 | 4-0 |
| 2    | Green Buffaloes     | 7   | 3 | 2 | 1 | 0 | 4  | 2  | +2   |  | Green Buffaloes            |  |     | 2-1 | 1-0 |
| 3    | LDF Ladies          | 1   | 3 | 0 | 1 | 2 | 2  | 4  | -2   |  | LDF Ladies                 |  |     |     | 1-1 |
| 4    | Ntopwa Super Queens | 1   | 3 | 0 | 1 | 2 | 1  | 6  | -5   |  | Ntopwa Super Queens        |  |     |     |     |

#### Poule B
| Rang | Équipe            | Pts | J | G | N | P | Bp | Bc | Diff |  | Résultats (▼ dom., ► ext.) |  |     |     |     |
| ---- | ----------------- | --- | - | - | - | - | -- | -- | ---- |  | -------------------------- |  | --- | --- | --- |
| 1    | Mamelodi Sundowns | 9   | 3 | 3 | 0 | 0 | 16 | 0  | +16  |  | Mamelodi Sundowns          |  | 4-0 | 4-0 | 8-0 |
| 2    | Costa do Sol      | 6   | 3 | 2 | 0 | 1 | 4  | 6  | -2   |  | Costa do Sol               |  |     | 2-1 | 2-1 |
| 3    | Young Buffaloes   | 1   | 3 | 0 | 1 | 2 | 4  | 9  | -5   |  | Young Buffaloes            |  |     |     | 3-3 |
| 4    | Olympic de Moroni | 1   | 3 | 0 | 1 | 2 | 4  | 13 | -9   |  | Olympic de Moroni          |  |     |     |     |

#### Phase finale
|  | Demi-finales      | Demi-finales      | Demi-finales      | Demi-finales      |                               |               | Finale | Finale | Finale | Finale |
|  |                   |                   |                   |                   |                               |               |        |        |        |        |
|  |                   |                   |                   |                   |                               |               |        |        |        |        |
|  | Double Action     | Double Action     | 2                 | 2                 |                               |               |        |        |        |        |
|  | Double Action     | Double Action     | 2                 | 2                 |                               |               |        |        |        |        |
|  | Costa do Sol      | Costa do Sol      | 0                 | 0                 |                               |               |        |        |        |        |
|  | Costa do Sol      | Costa do Sol      | 0                 | 0                 | Double Action                 | Double Action | 0      | 0      |        |        |
|  |                   |                   |                   |                   | Double Action                 | Double Action | 0      | 0      |        |        |
|  |                   |                   | Mamelodi Sundowns | Mamelodi Sundowns | 2                             | 2             |        |        |        |        |
|  | Mamelodi Sundowns | Mamelodi Sundowns | Mamelodi Sundowns | Mamelodi Sundowns | 2                             | 2             | 3      | 3      |        |        |
|  | Mamelodi Sundowns | Mamelodi Sundowns |                   |                   |                               |               |        | 3      |        |        |
|  | Green Buffaloes   | Green Buffaloes   | 1                 | 1                 |                               |               |        |        |        |        |
|  | Green Buffaloes   | Green Buffaloes   | 1                 | 1                 | Match pour la troisième place |               |        |        |        |        |
|  |                   |                   |                   |                   |                               |               |        |        |        |        |
|  |                   |                   |                   |                   |                               |               |        |        |        |        |
|  | Costa do Sol      | Costa do Sol      | 2                 | 2                 |                               |               |        |        |        |        |
|  | Costa do Sol      | Costa do Sol      | 2                 | 2                 |                               |               |        |        |        |        |
|  | Green Buffaloes   | Green Buffaloes   | 1                 | 1                 |                               |               |        |        |        |        |
|  | Green Buffaloes   | Green Buffaloes   | 1                 | 1                 |                               |               |        |        |        |        |

#### Statistiques individuelles
|     | Joueuse                | Club                | Buts |
| --- | ---------------------- | ------------------- | ---- |
| 1.  | Lelona Daweti          | Mamelodi Sundowns   | 3    |
| 1.  | Andisiwe Mgcoyi        | Mamelodi Sundowns   | 3    |
| 1.  | Tiisetso Makhubela     | Mamelodi Sundowns   | 3    |
| 1.  | Chuene Morifi          | Mamelodi Sundowns   | 3    |
| 1.  | Lesego Radiakanyo (en) | Double Action       | 3    |
| 1.  | Gaonyadiwe Ontlametse  | Double Action       | 3    |
| 7.  | Miche Minnies          | Mamelodi Sundowns   | 2    |
| 7.  | Zanele Nhlapo          | Mamelodi Sundowns   | 2    |
| 7.  | Nonhlanhla Mthandi     | Mamelodi Sundowns   | 2    |
| 7.  | Goia (en)              | Costa do Sol        | 2    |
| 7.  | Neide Maconho          | Costa do Sol        | 2    |
| 7.  | Tenalile Ngcamphalala  | Young Buffaloes     | 2    |
| 7.  | Joeline Rima           | Olympic de Moroni   | 2    |
| 14. | Boitumelo Rabale       | Mamelodi Sundowns   | 1    |
| 14. | Refilwe Tholakele      | Mamelodi Sundowns   | 1    |
| 14. | Gabonnelwe Kekana      | Mamelodi Sundowns   | 1    |
| 14. | Marlene Janeiro        | Costa do Sol        | 1    |
| 14. | Emilia Cazembe         | Costa do Sol        | 1    |
| 14. | Maseriti Mohlolo       | LDF Ladies          | 1    |
| 14. | Vanessa Chikupila (en) | Ntopwa Super Queens | 1    |
| 14. | Siomala Mapepa (en)    | Green Buffaloes     | 1    |
| 14. | Maweta Chilenga        | Green Buffaloes     | 1    |
| 14. | Esther Banda (en)      | Green Buffaloes     | 1    |
| 14. | Maylan Mulenga         | Green Buffaloes     | 1    |
| 14. | Salome Phiri           | Green Buffaloes     | 1    |
| 14. | Leungoo Senwelo        | Double Action       | 1    |
| 14. | Oteng Bonang           | Double Action       | 1    |
| 14. | Nothando Dlamini       | Young Buffaloes     | 1    |
| 14. | Mazwi Dube             | Young Buffaloes     | 1    |
| 14. | Marie Rasoanandrasana  | Olympic de Moroni   | 1    |
| 14. | Aimée Razanampiavy     | Olympic de Moroni   | 1    |

## Phase finale
Le tirage au sort a lieu le 9 octobre 2023 à Abidjan.
La phase finale se tient du 5 au 19 novembre 2023 au stade Amadou Gon Coulibaly de Korhogo et au stade Laurent Pokou de San-Pédro en Côte d'Ivoire.

### Participants
| Zone    | Pays               | Club                  | Participation | Meilleur résultat       |
| ------- | ------------------ | --------------------- | ------------- | ----------------------- |
| UNAF    | Maroc              | AS FAR T              | 3e            | Champion en 2022        |
| UNAF    | Maroc              | Sporting Casablanca   | 1re           |                         |
| UFOA A  | Mali               | AS Mandé              | 2e            | Phase de poules en 2021 |
| UFOA B  | Côte d'Ivoire      | Athlético d'Abidjan H | 1re           |                         |
| UFOA B  | Ghana              | Ampem Darkoa          | 1re           |                         |
| UNIFFAC | Guinée équatoriale | Huracanes FC          | 1re           |                         |
| CECAFA  | Tanzanie           | JKT Queens            | 1re           |                         |
| COSAFA  | Afrique du Sud     | Mamelodi Sundowns     | 3e            | Champion en 2021        |

### Groupe A
| Rang | Équipe              | Pts | J | G | N | P | Bp | Bc | Diff |  | Résultats           |  |     |     |     |
| ---- | ------------------- | --- | - | - | - | - | -- | -- | ---- |  | ------------------- |  | --- | --- | --- |
| 1    | Mamelodi Sundowns   | 9   | 3 | 3 | 0 | 0 | 6  | 0  | +6   |  | Mamelodi Sundowns   |  | 1-0 | 2-0 | 3-0 |
| 2    | SC Casablanca       | 4   | 3 | 1 | 1 | 1 | 5  | 3  | +2   |  | SC Casablanca       |  |     | 4-1 | 1-1 |
| 3    | JKT Queens          | 3   | 3 | 1 | 0 | 2 | 3  | 7  | -4   |  | JKT Queens          |  |     |     | 2-1 |
| 4    | Athlético d'Abidjan | 1   | 3 | 0 | 1 | 2 | 2  | 6  | -4   |  | Athlético d'Abidjan |  |     |     |     |

### Groupe B
| Rang | Équipe       | Pts | J | G | N | P | Bp | Bc | Diff |  | Résultats    |  |     |     |     |
| ---- | ------------ | --- | - | - | - | - | -- | -- | ---- |  | ------------ |  | --- | --- | --- |
| 1    | Ampem Darkoa | 6   | 3 | 2 | 0 | 1 | 5  | 5  | 0    |  | Ampem Darkoa |  | 2-1 | 0-3 | 3-1 |
| 2    | AS FAR       | 6   | 3 | 2 | 0 | 1 | 4  | 2  | +2   |  | AS FAR       |  |     | 2-0 | 1-0 |
| 3    | AS Mandé     | 4   | 3 | 1 | 1 | 1 | 4  | 3  | +1   |  | AS Mandé     |  |     |     | 1-1 |
| 4    | Huracanes FC | 1   | 3 | 0 | 1 | 2 | 2  | 5  | -3   |  | Huracanes FC |  |     |     |     |

### Phase à élimination directe
|  | Demi-finales                                     | Demi-finales                                   | Demi-finales                                   | Demi-finales                                   |                               |                   | Finale                                         | Finale                                         | Finale                                         | Finale                                         |
|  |                                                  |                                                |                                                |                                                |                               |                   |                                                |                                                |                                                |                                                |
|  | 15 novembre 2023 à 17 h 00 UTC±00:00 - Korhogo   | 15 novembre 2023 à 17 h 00 UTC±00:00 - Korhogo | 15 novembre 2023 à 17 h 00 UTC±00:00 - Korhogo | 15 novembre 2023 à 17 h 00 UTC±00:00 - Korhogo |                               |                   | 19 novembre 2023 à 17 h 00 UTC±00:00 - Korhogo | 19 novembre 2023 à 17 h 00 UTC±00:00 - Korhogo | 19 novembre 2023 à 17 h 00 UTC±00:00 - Korhogo | 19 novembre 2023 à 17 h 00 UTC±00:00 - Korhogo |
|  | 1er A                                            | Mamelodi Sundowns                              | 1                                              | 1                                              |                               |                   | 19 novembre 2023 à 17 h 00 UTC±00:00 - Korhogo | 19 novembre 2023 à 17 h 00 UTC±00:00 - Korhogo | 19 novembre 2023 à 17 h 00 UTC±00:00 - Korhogo | 19 novembre 2023 à 17 h 00 UTC±00:00 - Korhogo |
|  | 1er A                                            | Mamelodi Sundowns                              | 1                                              | 1                                              |                               |                   | 19 novembre 2023 à 17 h 00 UTC±00:00 - Korhogo | 19 novembre 2023 à 17 h 00 UTC±00:00 - Korhogo | 19 novembre 2023 à 17 h 00 UTC±00:00 - Korhogo | 19 novembre 2023 à 17 h 00 UTC±00:00 - Korhogo |
|  | 2e B                                             | AS FAR                                         | 0                                              | 0                                              |                               |                   | 19 novembre 2023 à 17 h 00 UTC±00:00 - Korhogo | 19 novembre 2023 à 17 h 00 UTC±00:00 - Korhogo | 19 novembre 2023 à 17 h 00 UTC±00:00 - Korhogo | 19 novembre 2023 à 17 h 00 UTC±00:00 - Korhogo |
|  | 2e B                                             | AS FAR                                         | 0                                              | 0                                              | Mamelodi Sundowns             | Mamelodi Sundowns | 3                                              | 3                                              |                                                |                                                |
|  | 15 novembre 2023 à 20 h 00 UTC±00:00 - San-Pédro |                                                |                                                |                                                | Mamelodi Sundowns             | Mamelodi Sundowns | 3                                              | 3                                              |                                                |                                                |
|  |                                                  |                                                | SC Casablanca                                  | SC Casablanca                                  | 0                             | 0                 |                                                |                                                |                                                |                                                |
|  | 1er B                                            | Ampem Darkoa                                   | SC Casablanca                                  | SC Casablanca                                  | 0                             | 0                 | 2 (2)                                          | 2 (2)                                          |                                                |                                                |
|  | 1er B                                            | Ampem Darkoa                                   |                                                |                                                |                               |                   |                                                | 2 (2)                                          |                                                |                                                |
|  | 2e A                                             | SC Casablanca                                  | 2 (3)                                          | 2 (3)                                          |                               |                   |                                                |                                                |                                                |                                                |
|  | 2e A                                             | SC Casablanca                                  | 2 (3)                                          | 2 (3)                                          | Match pour la troisième place |                   |                                                |                                                |                                                |                                                |
|  |                                                  |                                                |                                                |                                                |                               |                   |                                                |                                                |                                                |                                                |
|  | 18 novembre 2023 à 20 h 00 UTC±00:00 - Korhogo   |                                                |                                                |                                                |                               |                   |                                                |                                                |                                                |                                                |
|  | AS FAR                                           | AS FAR                                         | 2                                              | 2                                              |                               |                   |                                                |                                                |                                                |                                                |
|  | AS FAR                                           | AS FAR                                         | 2                                              | 2                                              |                               |                   |                                                |                                                |                                                |                                                |
|  | Ampem Darkoa                                     | Ampem Darkoa                                   | 0                                              | 0                                              |                               |                   |                                                |                                                |                                                |                                                |
|  | Ampem Darkoa                                     | Ampem Darkoa                                   | 0                                              | 0                                              |                               |                   |                                                |                                                |                                                |                                                |

#### Demi-finales
| 15 novembre 2023  | Mamelodi Sundowns    | 1 – 0   | AS FAR | Stade Amadou Gon Coulibaly, Korhogo |                              |
| 17 h 00 UTC±00:00 | Boitumelo Rabale 73e | (0 - 0) |        | Arbitrage : Shamirah Nabadda        | Arbitrage : Shamirah Nabadda |
| 17 h 00 UTC±00:00 | Rapport              |         |        | Arbitrage : Shamirah Nabadda        | Arbitrage : Shamirah Nabadda |

| 15 novembre 2023  | Ampem Darkoa                                                                              | 2 – 2 ap              | SC Casablanca                                                                     | Stade Laurent Pokou, San-Pédro |                               |
| 20 h 00 UTC±00:00 | Comfort Yeboah 7e · Jennifer Owusaa 39e                                                   | (2 - 1, 2 - 2, 2 - 2) | 29e (csc) Comfort Yeboah · 57e Agueicha Diarra                                    | Arbitrage : Vincentia Amédomé  | Arbitrage : Vincentia Amédomé |
| 20 h 00 UTC±00:00 | Comfort Yeboah · Nancy Amoh · Latifa Abesik · Diana Amoako · Ophelia Serwaa Amponsah (en) | Tirs au but 2 - 3     | Hajar Bouziani · Agueicha Diarra · Samya Miftah · Chaymaa Mourtaji · Meryem Hajri | Arbitrage : Vincentia Amédomé  | Arbitrage : Vincentia Amédomé |

#### Match pour la3eplace
| 18 novembre 2023  | AS FAR                                   | 2 – 0   | Ampem Darkoa | Stade Amadou Gon Coulibaly, Korhogo |                                  |
| 20 h 00 UTC±00:00 | Mafia Nyame 33e · Ghizlane Chebbak 45+2e | (2 - 0) |              | Arbitrage : Antsino Twanyanyukwa    | Arbitrage : Antsino Twanyanyukwa |
| 20 h 00 UTC±00:00 | Rapport                                  |         |              | Arbitrage : Antsino Twanyanyukwa    | Arbitrage : Antsino Twanyanyukwa |

#### Finale
| 19 novembre 2023  | Mamelodi Sundowns                                       | 3 – 0   | SC Casablanca | Stade Amadou Gon Coulibaly, Korhogo |                             |
| 17 h 00 UTC±00:00 | Refilwe Tholakele 21e (pen.) 78e · Boitumelo Rabale 24e | (2 - 0) |               | Arbitrage : Suavis Iratunga         | Arbitrage : Suavis Iratunga |
| 17 h 00 UTC±00:00 | Rapport                                                 |         |               | Arbitrage : Suavis Iratunga         | Arbitrage : Suavis Iratunga |

### Statistiques individuelles
Source.
|    | Joueuse                   | Club                | Buts |
| -- | ------------------------- | ------------------- | ---- |
| 1. | Refilwe Tholakele         | Mamelodi Sundowns   | 5    |
| 2. | Oumou Koné                | AS Mandé            | 3    |
| 3. | Nadège Koffi              | SC Casablanca       | 2    |
| 3. | Boitumelo Rabale          | Mamelodi Sundowns   | 2    |
| 3. | Tracey Twum               | Ampem Darkoa        | 2    |
| 3. | Comfort Yeboah            | Ampem Darkoa        | 2    |
| 7. | Espérance Agbo (en)       | Athlético d'Abidjan | 1    |
| 7. | Sandrine Niamien (en)     | Athlético d'Abidjan | 1    |
| 7. | Meryem Hajri              | SC Casablanca       | 1    |
| 7. | Chaymaa Mourtaji          | SC Casablanca       | 1    |
| 7. | Sylviane Kokora           | SC Casablanca       | 1    |
| 7. | Agueicha Diarra           | SC Casablanca       | 1    |
| 7. | Lebogang Ramalepe         | Mamelodi Sundowns   | 1    |
| 7. | Melinda Kgadiete          | Mamelodi Sundowns   | 1    |
| 7. | Miche Minnies (en)        | Mamelodi Sundowns   | 1    |
| 7. | Winifrida Gerald          | JKT Queens          | 1    |
| 7. | Alia Salum                | JKT Queens          | 1    |
| 7. | Stumai Athumani (en)      | JKT Queens          | 1    |
| 7. | N-Yanyimaya Gnabekan      | Ampem Darkoa        | 1    |
| 7. | Jennifer Owusaa           | Ampem Darkoa        | 1    |
| 7. | Najat Badri               | AS FAR              | 1    |
| 7. | Safa Banouk               | AS FAR              | 1    |
| 7. | Fatima Tagnaout           | AS FAR              | 1    |
| 7. | Ghizlane Chebbak          | AS FAR              | 1    |
| 7. | Mafia Nyame               | AS FAR              | 1    |
| 7. | Elena Obono (en)          | Huracanes           | 1    |
| 7. | Christiane Ebenyo Essombe | Huracanes           | 1    |
| 7. | Fatoumata Diarra          | AS Mandé            | 1    |

|    | Joueuse                      | Club              | P.d. |
| -- | ---------------------------- | ----------------- | ---- |
| 1. | Maimouna Traoré              | AS Mandé          | 3    |
| 2. | Melinda Kgadiete             | Mamelodi Sundowns | 2    |
| 2. | Eto Mlenzi                   | JKT Queens        | 2    |
| 4. | Nouhaila Benzina             | AS FAR            | 1    |
| 4. | Najat Badri                  | AS FAR            | 1    |
| 4. | Aicha Samake                 | SC Casablanca     | 1    |
| 4. | Nadège Koffi                 | SC Casablanca     | 1    |
| 4. | Salma Tammar                 | SC Casablanca     | 1    |
| 4. | Hanane Aït El Haj            | AS FAR            | 1    |
| 4. | Andile Dlamini               | Mamelodi Sundowns | 1    |
| 4. | Lebogang Ramalepe            | Mamelodi Sundowns | 1    |
| 4. | Miche Minnies (en)           | Mamelodi Sundowns | 1    |
| 4. | Chuene Morifi                | Mamelodi Sundowns | 1    |
| 4. | Happiness Mwaipaja           | JKT Queens        | 1    |
| 4. | Oumou Koné                   | AS Mandé          | 1    |
| 4. | Marie Ngo Badjang            | Huracanes         | 1    |
| 4. | Ophelia Serwaa Amponsah (en) | Ampem Darkoa      | 1    |

### Récompenses
Les récompenses attribuées à l'issue de la compétition sont les suivantes : 
- Meilleure joueuse :  Boitumelo Rabale (Mamelodi Sundowns)
- Meilleure gardienne :  Andile Dlamini (Mamelodi Sundowns)
- Meilleure buteuse :  Refilwe Tholakele (Mamelodi Sundowns) (5)
- Fair-play :  Mamelodi Sundowns

| Gardienne                          | Défenseures | Milieues                                                                                         | Attaquantes                                                                                    |
| ---------------------------------- | --- | ------------------------------------------------------------------------------------------------ | ---------------------------------------------------------------------------------------------- |
| Andile Dlamini (Mamelodi Sundowns) | Lebogang Ramalepe (Mamelodi Sundowns) Meryem Hajri (SC Casablanca) Zanele Nhlapo (Mamelodi Sundowns) Comfort Yeboah (Ampem Darkoa) | Ghizlane Chebbak (AS FAR) Boitumelo Rabale (Mamelodi Sundowns) Chuene Morifi (Mamelodi Sundowns) | Fatima Tagnaout (AS FAR) Refilwe Tholakele (Mamelodi Sundowns) Jennifer Owusuaa (Ampem Darkoa) |